# Esodo dei cantierini monfalconesi

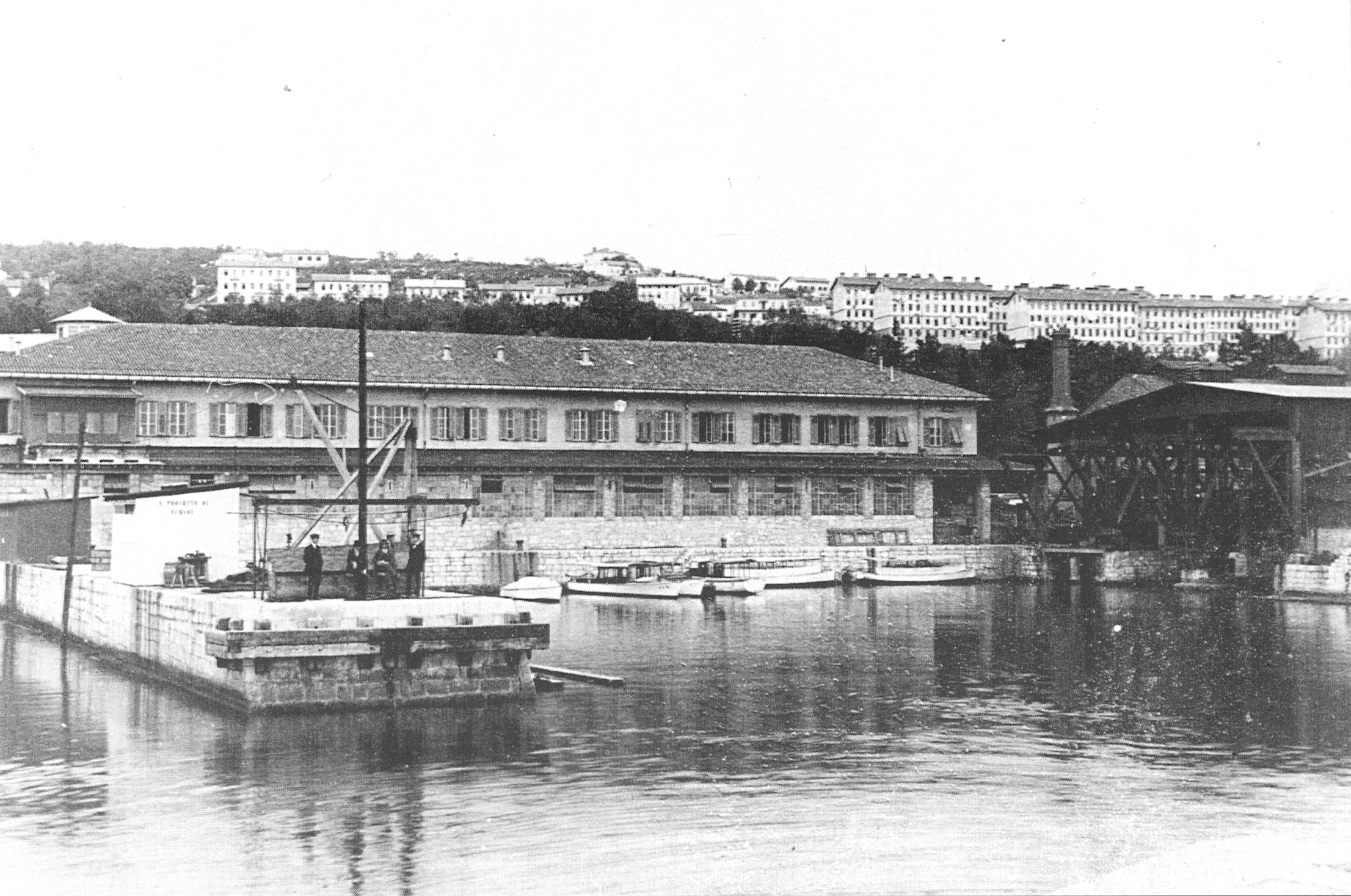
Il silurificio dei cantieri navali di Fiume

Il termine monfalconesi definisce convenzionalmente i circa 2.500 lavoratori del Friuli-Venezia Giulia che a cavallo tra il 1946 e il 1948 per motivi di vicinanza ideologica al comunismo emigrarono in Jugoslavia per offrire le proprie competenze professionali perlopiù presso il cantiere navale di Fiume e il cantiere navale di Pola, da poco ceduti dall'Italia alla Jugoslavia in seguito al trattato di Parigi.
Il termine monfalconesi non indica tanto l'appartenenza geografica di queste persone quanto il fatto che ad emigrare, spesso portando con sé anche le proprie famiglie, furono in gran parte operai specializzati e impiegati dei CRDA (Cantieri Riuniti dell'Adriatico, attuale Fincantieri) di Monfalcone e Trieste, dove all'epoca lavoravano persone provenienti da tutto l'Isontino, da Trieste e dal Friuli.
Tale emigrazione può essere definita anche come esodo poiché coinvolse un notevole numero di persone in un periodo di tempo molto limitato.

## Motivazioni
Le motivazioni e le cause di questo esodo – significativo anche se certamente non massiccio come quello ad esso contemporaneo, ma in senso inverso, dall'Istria – sono molteplici e solo negli ultimi anni sono state approfondite da diversi studi storici. Di queste alcune hanno a che fare con la delicata situazione geopolitica che caratterizzò tutta la Venezia Giulia al termine del secondo conflitto mondiale, piuttosto che con la disastrosa situazione economica che investì quel territorio e in particolare i cantieri navali dopo i picchi produttivi registrati nel periodo bellico.
La storiografia è però concorde nell'affermare che alla base delle scelte collettive e individuali vi furono forti motivazioni ideali e politiche. Queste vanno ricercate innanzitutto nella storia peculiare di un territorio multilingue come la Venezia Giulia, oggetto di disputa secolare tra varie entità nazionali, e nella comune appartenenza operaia di coloro che partirono, per i quali l'esodo verso la Jugoslavia stava a significare una nuova tappa nell'edificazione rivoluzionaria di un'unica grande patria socialista.

## Le aspirazioni rivoluzionarie della Resistenza
Tra i cosiddetti monfalconesi vi erano persone di madrelingua italiana, slovena, croata e friulana, che da decenni lavoravano fianco a fianco nella costruzione di navi e velivoli, e che avevano appena condiviso la particolare esperienza della Resistenza veneto-giuliana al nazifascismo, strettamente intrecciata a quella jugoslava. Fu in questo contesto che, ben prima della Liberazione, presero corpo tra i ceti popolari della Venezia Giulia aspirazioni rivoluzionarie che, come in altre parti d'Europa, vedevano nella liberazione dal nazifascismo anche l'opportunità di liberarsi dai meccanismi di sfruttamento del sistema economico capitalistico.
Nella Venezia Giulia – ma a Monfalcone in particolare, in quanto città operaia per antonomasia – tale aspirazione ebbe la capacità di coagulare un consenso che a tratti sembrò essere maggioritario, e in essa il ruolo delle differenti appartenenze linguistiche e culturali fu sicuramente complesso, ma allo stesso tempo non preponderante, almeno per quanto riguardò la moltitudine operaia. Ciò rappresenta solo apparentemente un paradosso in quanto - come viene sottolineato in molti studi storici sulle differenti dominazioni di questo territorio, da quella asburgica a quella italiana - le cosiddette masse proletarie condividevano da secoli il medesimo territorio e la stessa povertà indipendentemente dalle differenti appartenenze.

## Il ruolo dei partiti comunisti e la scelta per la VII repubblica federativa

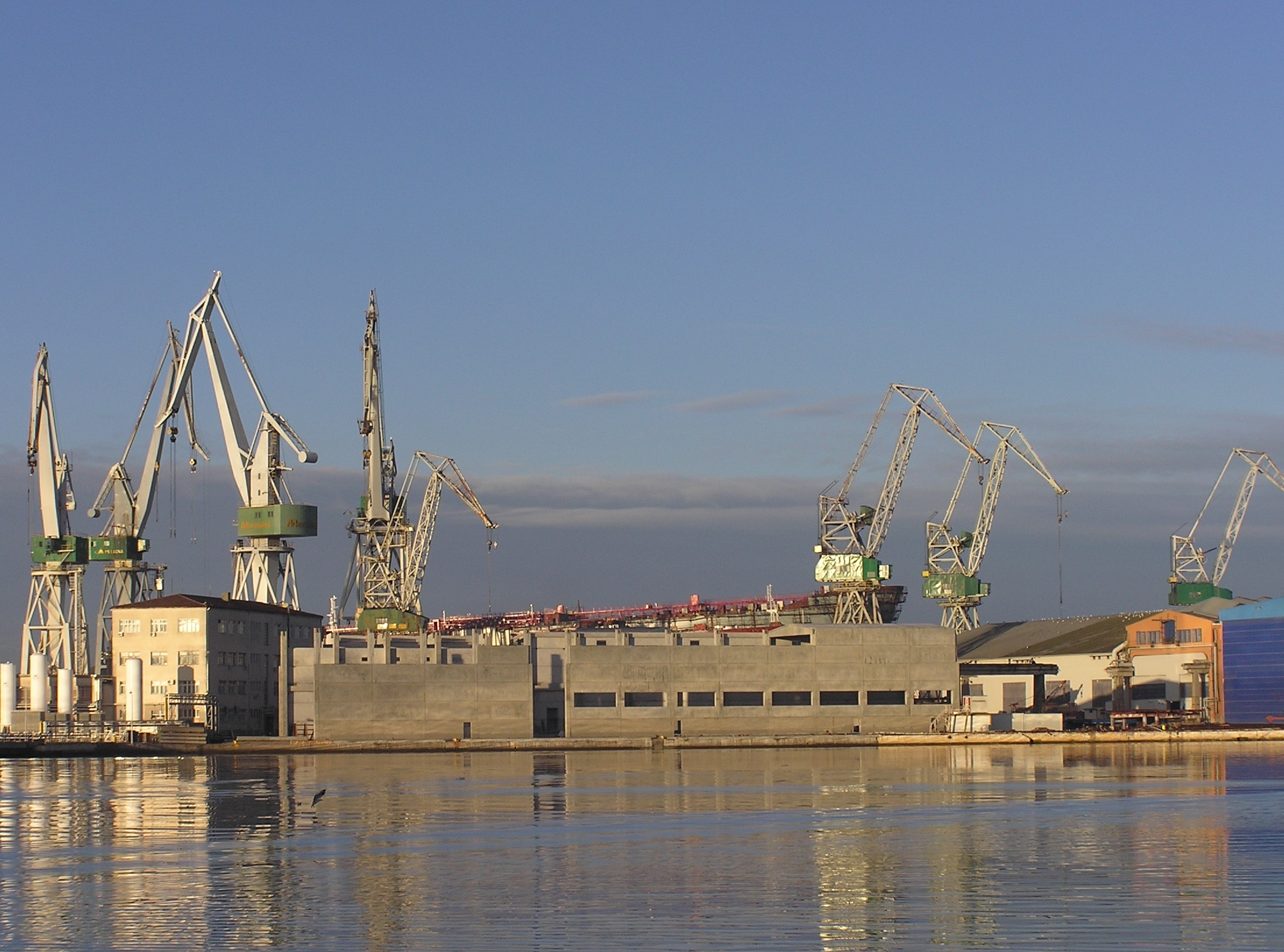
Vista del moderno cantiere navale di Pola

La contiguità geografica di queste popolazioni con la Jugoslavia va tenuta ben presente per comprendere la progressione di eventi che portò un gran numero di operai, in maggioranza di madrelingua italiana, ad abbandonare spontaneamente le proprie case e trasferirsi nella neonata Repubblica Popolare Federale di Jugoslavia.
Già durante la resistenza fu chiaro per molti che il Partito Comunista Italiano (PCI) guidato da Palmiro Togliatti sarebbe stato maggiormente orientato a seguire una linea parlamentare di confronto con le altre forze politiche piuttosto che una linea rivoluzionaria. Per un altro verso la Federazione jugoslava di repubbliche socialiste, guidata da Tito, costituiva nell'immaginario di molti la possibilità di fare parte di una "grande famiglia sovietica" che si sarebbe dovuta estendere dallo stretto di Bering fino alle foci dell'Isonzo.
In questo senso buona parte della dirigenza e della base comunista della Venezia Giulia iniziò una campagna per la costituzione di una VII repubblica federativa corrispondente al territorio della Venezia Giulia stessa, mettendo quindi i piedi nel piatto delle controverse trattative internazionali del dopoguerra e reclamando quindi l'annessione di Trieste, di Monfalcone e di parte dell'isontino alla Jugoslavia.
Il ruolo del PCI e del Partito Comunista di Jugoslavia (PCJ) in questo contesto fu contraddittorio, spesso conflittuale e necessita di una trattazione particolareggiata, ma qui è importante sottolineare come dall'agosto 1945 fosse stato costituito in accordo tra i due partiti il Partito Comunista della Regione Giulia (PCRG), in questo modo riconoscendo la specificità di questo territorio.

## L'esodo
La campagna per la VII Federativa vide sia momenti di consenso altissimi, soprattutto tra gli strati popolari, che momenti di scontro molto duri che, secondo alcuni osservatori, rafforzarono il nazionalismo italiano. 

Con i Trattati di Parigi del febbraio del 1947 venne però sancito il ritorno di Monfalcone sotto la sovranità italiana, mentre restavano in sospeso i destini di Trieste e della parte nord occidentale dell'Istria.
Fu a quel punto che in molti iniziarono a richiedere di potersi recare in Jugoslavia, scelta dapprima osteggiata e poi addirittura incoraggiata dal PCRG.
La maggior parte di coloro che partivano si recavano a Fiume e a Pola dove subito venivano impiegati come operai specializzati e tecnici per far risorgere i cantieri navali di quelle città dopo le devastazioni belliche. Ma non furono pochi a scegliere altre destinazioni come Sarajevo, Belgrado e Lubiana. Analizzando diverse testimonianze pare di capire che a Fiume e Pola si recarono i soggetti più politicizzati che andarono a formare vere e proprie comunità molto coese e identificate, mentre tra i secondi non mancarono, come in tutte le migrazioni, molti giovani attratti dall'idea di conoscere e mettersi in gioco in una realtà diversa da quella in cui erano cresciuti. Tale distinzione è importante per capire gli avvenimenti che si svolsero in seguito e le differenti scelte individuali.

## La rottura tra Stalin e Tito e la persecuzione dei "filostalinisti"
Dal momento del loro arrivo fino all'estate del 1948, la vita dei nuovi emigrati trascorse tra le difficoltà di un paese uscito distrutto dal secondo conflitto mondiale e le speranze in una nuova società, tra l'entusiasmo di molti cittadini jugoslavi per la solidarietà concreta di quel gesto e la diffidenza di alcuni condizionati da antichi nazionalismi – quello croato in particolare – ma anche dall'esperienza dell'occupazione fascista che per molti significò una forte identificazione degli italiani con la dittatura mussoliniana.
In seguito alle risoluzioni del Cominform del 1948 si consumò la irrimediabile rottura tra Stalin e Tito. Tale rottura pose i monfalconesi di fronte a una drammatica scelta. Tito rappresentava il leader del paese su cui avevano deciso di scommettere per un futuro di progresso e uguaglianza, ma Stalin a quell'epoca era ancora visto come il leader massimo di tutto il movimento proletario internazionale. I più politicizzati, e particolarmente diversi quadri del PCRG stabilitisi a Fiume, dichiararono apertamente la propria adesione alle tesi di Stalin contro Tito. Peraltro una delle due risoluzioni del Cominform contro la dirigenza del PCJ si fondava proprio sul supposto sciovinismo di alcuni suoi componenti, accusa che molti comunisti provenienti dalla Venezia Giulia consideravano fondata, non sapendo però che la stessa si sarebbe potuta imputare anche a Stalin che considerava Mosca e la Russia il centro del mondo socialista e della futura Unione mondiale delle repubbliche sovietiche.
Fu così che la dirigenza jugoslava considerò da quel momento come nemici interni tutti coloro che si pronunciarono a favore delle risoluzioni del Cominform e prese piede un processo di repressione che a tratti ebbe caratteri particolarmente feroci come nel caso di Goli Otok, il gulag costruito sull'omonima isola del Quarnaro nel quale furono imprigionati in condizioni disumane, e a volte trovarono la morte, molti oppositori interni di Tito, spesso comunisti, di tutte le nazionalità presenti in Jugoslavia. 

Tra i monfalconesi vi fu chi andò incontro a questa tragica esperienza, altri vennero deportati o trasferiti forzatamente verso altre località come le cittadine minerarie di Tuzla e Zenica, altri ancora, meno visibili e forse anche più integrati nel tessuto sociale jugoslavo, riuscirono a sfuggire alle maglie repressive.
In seguito molti monfalconesi vennero espulsi verso l'Italia o verso paesi del blocco sovietico, la Cecoslovacchia in particolare, mentre altri rimasero in Jugoslavia.

## Tra Stalin e Tito, tra opposti nazionalismi

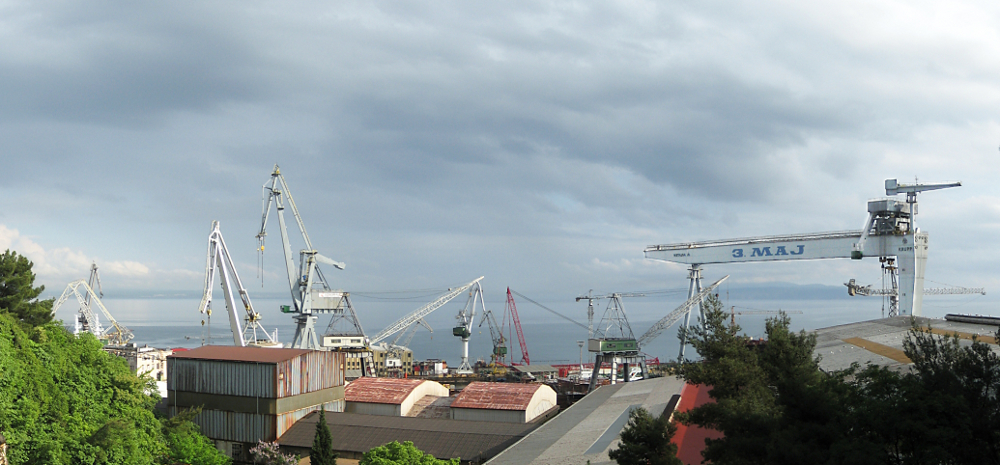
Vista del moderno cantiere navale di Fiume

La storiografia recente, sia italiana che ex-jugoslava, ha il merito di illuminare almeno parzialmente molti lati di una vicenda che venne oscurata per decenni.
L'emigrazione dei monfalconesi si rivelò un problema innanzitutto per i diversi partiti comunisti nazionali chiamati in causa, in quanto ne svelava gli intrighi sulla pelle dei propri militanti e le manovre egemoniche, spesso torbide, degli uni sugli altri. 

È, ad esempio, acclarato che ancor prima della fine del conflitto mondiale Stalin manovrò per ridurre quanto più possibile il carisma e il consenso di Tito temendone la forte personalità e l'autonomia. Quest'ultimo per parte sua nascondeva fino a un certo punto di mirare alla possibilità di un blocco socialista balcanico meno strettamente dipendente da quello russo. Paradossalmente molti osservatori notano come Tito sia stato il più stalinista dei governanti socialisti del dopoguerra.
Per quanto riguarda il PCI di Togliatti questi dapprima sottovalutò la questione delle minoranze linguistiche in un territorio vasto che storicamente rappresenta l'anello di congiunzione tra le culture latine e quelle slave, questione che invece stava affrontando Antonio Gramsci prima del suo arresto e della conseguente estromissione dalla guida del partito - al riguardo sono di particolare interesse la corrispondenza e i rapporti diretti dei primi anni venti tra Gramsci e il comunista triestino sloveno Vladimiro Martelanc.
Di fatto Togliatti sposò fin dall'inizio le tesi di Stalin sulla cosiddetta "questione nazionale", tesi sostanzialmente basate sulla progressiva eliminazione degli stati sovrani però in base alla staliniana "teoria dell'aggregazione" alla costituenda Repubblica Mondiale dei Soviet. Tale concezione era opposta a quella di Gramsci e Martelanc orientata invece a rifiutare ogni tipo di assimilazione delle minoranze che avrebbero dovuto lottare per l'affermazione di una democrazia non formale attraverso l'alleanza con le forze progressiste della nazione maggioritaria, nel quadro del massimo rispetto dei diritti civili, umani ed economico-sociali.
In seguito Togliatti avallò l'esclusione della Jugoslavia dal Cominform, in questo accodandosi alle decisioni di Stalin che verranno poi aspramente criticate già a partire dalla metà degli anni cinquanta per opera di Chruščëv.

## L'immaginario imprigionato
L'aspirazione a un futuro di uguaglianza e senza sfruttamento fu quindi la causa principale che portò molti dapprima a battersi per la VII Repubblica Federativa e in seguito a recarsi in Jugoslavia. La storiografia che sta indagando questa vicenda utilizza anche la storia orale parallelamente all'indagine sui documenti.
Le testimonianze di chi visse in prima persona quegli avvenimenti danno l'impressione che molti a volte si batterono, ingenuamente, in nome di precetti ideologici decisi altrove, inconsapevoli dell'enormità della posta in gioco sulla quale agivano le complicate geometrie degli interessi geostrategici che davano inizio alla guerra fredda.
Molti monfalconesi fecero ritorno in Italia tra il 1949 e i primi anni cinquanta, alcuni dopo aver scontato anni di detenzione o di confino. Tra di loro vi era chi aveva vissuto il carcere anche durante il fascismo e qualcuno era stato imprigionato persino nei primi mesi di amministrazione del Governo Militare Alleato (GMA) anglo-americano – è il caso di chi promosse i grandi scioperi che reclamavano l'istituzione della VII repubblica federativa nella Venezia Giulia.
Per molti il rientro fu traumatico in quanto venne negata nella maggior parte dei casi la riassunzione presso i cantieri e fu quasi impossibile trovare anche altre occupazioni: coloro che un tempo erano considerati tra gli operai specializzati più competenti e validi vennero spesso etichettati come traditori della patria e costretti a lavori umili in un contesto sociale radicalmente mutato per la presenza massiccia di migliaia di esuli istriani.  Togliatti di fatto abbandonò per diverso tempo questi comunisti al proprio destino impartendo ai quadri locali del PCI l'ordine di far sì che non si parlasse della repressione interna in Jugoslavia e in generale di tutta la vicenda.